# Magik One: First Flight
Magik One: First Flight is de eerste cd uit de Magik-reeks van DJ Tiësto. De cd verscheen in 1997.
Net als de andere cd's uit de reeks is ook dit een "live turntable mix", oftewel de cd is live opgenomen terwijl Tiësto aan het draaien was. 
Magik One is in muzikaal opzicht iets meer gemengd met de wat hardere versie van Trance dan de latere delen (Magik 2 t/m Magik 7), welke puur uit Trance muziek bestaat.

## Tracklist
1. Sunday Club - Healing Dream (7:05)
2. Lock - Into the Sun (4:29)
3. Clear View - Never Enough (4:15)
4. Channel Tribe - Program 1 (3:32)
5. Jake en Jesse - Low Turbulence (4:29)
6. Mockba - Shell Shock (2:49)
7. Allure - When She Left (4:27)
8. Mac Zimms - L' Annonce des Couleurs (5:51)
9. Stray Dog - Chapter Two (4:27)
10. Voyager - Back on Earth (5:46)
11. DJ Tiësto - Long Way Home (3:16)
12. Silent Breed - Sync In (4:30)
13. Club Quake - Vicious Circle (3:24)
14. Viper 2 - Titty Twister (4:27)
15. Qattara - The Truth (6:43)
16. Sakin - Blue Sky (4:16)